# Шулець
Шулець (пол. Szulec) — село в Польщі, у гміні Опатувек Каліського повіту Великопольського воєводства.
Населення — 178 осіб (2011).
У 1975-1998 роках село належало до Каліського воєводства.

## Демографія
Демографічна структура станом на 31 березня 2011 року:
|          | Загалом | Допрацездатний вік | Працездатний вік | Постпрацездатний вік |
| -------- | ------- | ------------------ | ---------------- | -------------------- |
| Чоловіки | 87      | 19                 | 55               | 13                   |
| Жінки    | 91      | 15                 | 49               | 27                   |
| Разом    | 178     | 34                 | 104              | 40                   |